# John Longden
John Longden (Indie Occidentali, 11 novembre 1900 – Londra, 26 maggio 1971) è stato un attore britannico.

## Biografia
Tra gli altri ha interpretato cinque film del periodo inglese di Alfred Hitchcock,  Ricatto (1929), Giunone e il pavone (1929), Fiamma d'amore (1931), Giovane e innocente (1937) e La taverna della Giamaica (1939).

## Filmografia parziale

### Cinema
- Ricatto (Blackmail), regia di Alfred Hitchcock (1929)
- Giunone e il pavone (Juno and the Paycock), regia di Alfred Hitchcock (1929)
- Fiamma d'amore (The Skin Game), regia di Alfred Hitchcock (1931)
- Giovane e innocente (Young and Innocent), regia di Alfred Hitchcock (1937)
- Ossessione (The Gaunt Stranger), regia di Walter Forde (1938)
- Ali che non tornano (Q Planes), regia di Tim Whelan (1939)
- La taverna della Giamaica (Jamaica Inn), regia di Alfred Hitchcock (1939)
- Contrabbando (Contraband), regia di Michael Powell (1940)
- Anna Karenina, regia di Julien Duvivier (1948)
- Carlo di Scozia (Bonnie Prince Charlie), regia di Anthony Kimmins (1948)
- L'inafferrabile Primula Rossa (The Elusive Pimpernel), regia di Michael Powell ed Emeric Pressburger (1950)
- Città in agguato (Pool of London), regia di Basil Dearden (1951)
- Stupenda conquista (The Magic Box), regia di John Boulting (1951)
- L'ultima vendetta (The Ship That Died of Shame), regia di Basil Dearden (1955)
- Alias John Preston, regia di David MacDonald (1955)
- I vampiri dello spazio (Quatermass 2), regia di Val Guest (1957)

### Televisione
- Robin Hood (The Adventures of Robin Hood) – serie TV, 12 episodi (1956-1958)
- Missione segreta (Espionage) – serie TV, episodio 1x14 (1964)

## Doppiatori italiani
- Pino Locchi in Giovane e innocente
- Giorgio Capecchi in I vampiri dello spazio